# 拉塞尔·佩里
拉塞尔·佩里（英語：Russell Pery，1938年3月13日—），澳大利亚男子举重运动员。他曾代表澳大利亚参加1966年和1970年英联邦运动会举重比赛，获得一枚金牌和一枚铜牌。